# Jakubowizna
Jakubowizna – wieś sołecka w Polsce położona w województwie mazowieckim, w powiecie grójeckim, w gminie Chynów.
Zachodnią część wsi stanowi dawniej odrębna wieś Michałowizna (lub Michalików).
W latach 1975–1998 miejscowość administracyjnie należała do województwa radomskiego.